# Таксиархис (дем Гревена)
Вижте пояснителната страница за други значения на Таксиархис.
Таксиархис, още Куско или Конско (на гръцки: Ταξιάρχης; през 1919-1927 година: Κοσκό, Коско, до 1919 година: Κοτσκό, Коцко), е село в Република Гърция, в дем Гревена, област Западна Македония.

## География
Селото е разположено на 650 m надморска височина, на около 15 km североизточо от град Гревена. Землището му се простира по дясната (югозападна) страна на река Бистрица (Алиакмонас). Тя го разделя от съседните сятищки села Дафнеро (Вайпеш) и Палеокастро.
Непосредствено на запад от селото минава новоизградената магистрала Егнатия одос.

## История

### В Османската империя
Църквата „Свети Димитър“ е от 1610 година.
В края на XIX век Куско е гръцко село в северния край на Гревенската каза на Османската империя. В 1840 година на централния площад на селото е построена църквата „Свети Атанасий“. Според статистиката на Васил Кънчов през 1900 в Косконъ (Косконди, Конокисти) има 191 гърци.
На Етнографската карта на Битолския вилает на Картографския институт в София от 1901 година Конско е смесено село гърци християни и гърци мохамедани в Гревенската каза на Серфидженския санджак с 42 къщи.
Според статистика на Серфидженския санджак на гръцкото консулство в Еласона от 1904 година в Кускон (Κουσκόν), Гревенска каза, живеят 250 гърци елинофони християни.

### В Гърция
През Балканската война в 1912 година в селото влизат гръцки части и след Междусъюзническата в 1913 година Куско влиза в състава на Кралство Гърция.
През 1927 година името на селото е сменено на Таксиархис на името на съседния манастир „Свети Архангели“.
Населението произвежда жито, овошки, градинарски култури, като се занимава частично и със скотовъдство.
| Име         | Име            | Ново име   | Ново име   | Описание                                            |
| ----------- | -------------- | ---------- | ---------- | --------------------------------------------------- |
| Карагач     | Καραγάτς       | Фтелия     | Φτελιά     | връх Ю от Таксиархис                                |
| Дзак Куцуро | Τζάκ Κούτσουρο | Куцуро     | Κούτσουρο  | връх (644 m) И от Таксиархис                        |
| Карандаш    | Καραντάς       | Мавротопос | Μαυροτοπος | местност Ю от Таксиархис по десния бряг на Бистрица |

| Година    | 1913 | 1920 | 1928 | 1940 | 1951 | 1961 | 1971 | 1981 | 1991 | 2001 | 2011 | 2021 |
| --------- | ---- | ---- | ---- | ---- | ---- | ---- | ---- | ---- | ---- | ---- | ---- | ---- |
| Население | 414  | 333  | 378  | 478  | 406  | 566  | 442  | 456  | 448  | 408  | 256  | 200  |